# Pseudopalmulina
Pseudopalmulina es un suborden de foraminíferos (clase Foraminiferea, o Foraminifera), cuyos taxones han sido tradicionalmente incluidos en el suborden Fusulinina del orden Foraminiferida, o bien en el orden Fusulinida de la clase Foraminifera. Su rango cronoestratigráfico abarca desde el Eifeliense (Devónico medio) hasta el Frasniense (Devónico superior).

## Discusión
Clasificaciones más recientes hubiesen incluido Pseudopalmulina en la subclase Afusulinana de la clase Fusulinata. El Orden Pseudopalmulina fue sugerido para agrupar a los fusulínidos con concha multilocular cuyo apogeo ocurrió en el Devónico medio y superior. Normalmente es considerado un sinónimo posterior del suborden Earlandiina.

## Clasificación
Pseudopalmulina incluye a las siguientes superfamilias:
- Superfamilia Pseudopalmuloidea, considerado sinónimo posterior de Semitextularioidea
- Superfamilia Nanicelloidea, considerado sinónimo posterior de Loeblichioidea